# 2001-es Formula–1 maláj nagydíj
A maláj nagydíj volt a 2001-es Formula–1 világbajnokság második futama, amelyet 2001. március 18-án rendeztek meg a maláj Sepang International Circuiten, Sepangban.

## Futam
Öt hónap telt el az előző maláj nagydíj óta, ez idő alatt 41 biztonsági módosítást végeztek el a pályán. Ismét a két Ferrari szerezte meg az első két rajtkockát, Ralf Schumacher a harmadik, Mika Häkkinen pedig a negyedik lett.
Kétszer kellett elindítani a versenyt, a felvezető kör végén ugyanis Giancarlo Fisichella túlment a rajthelyén, a megismételt bemelegítő kör elején pedig Juan-Pablo Montoya Williemse ragadt be, majd tartalék autóval a boxból indult a mezőny után. A második rajtnál Kimi Räikkönen autója nem indult, fel kellett adnia a versenyt. Ralf Schumacher megelőzte Rubens Barrichellót, de az első kanyarban a brazil meglökte a Williamset, és az a mezőny végére került. Olivier Panis kocsijából folyt az olaj, a két Ferrari a harmadik körben egyszerre csúszott meg rajta, és kerültek a kavicságyba. Baj nélkül vissza tudtak térni a pályára, vezető helyüket azonban elvesztették.
Hatalmas felhőszakadás kezdődött, mindenki esőgumiért állt ki a boxba, ahol káosz alakult ki. Michael Schumachert várták elsőnek a szerelők, de Barrichello érkezett, egy percet kellett várnia a gumikra, közben a másik Ferrari is beérkezett, Schumacher két perc után tudott csak kijönni. Közben a pályán ugyanabban a kanyarban Jacques Villeneuve, Nick Heidfeld, Enrique Bernoldi és Montoya is kicsúszott, és kiesett. A biztonsági autó az eső elállta után hagyta csak el a pályát. A két Ferrari átmeneti esőgumijai jól vizsgáztak, könnyedén hagytak mindenkit maguk mögött.
Michael Schumacher a hatodik egymást követő versenyén nyert, mind a hatszor a pole-pozícióból indulva, ilyen sorozatot csak Alberto Ascari ért el 1952-ben.
| Helyezés | Rajtszám | Versenyző             | Csapat/Motor     | Futott kör | Idő/Kiesés oka  | Rajthely | Pont |
| -------- | -------- | --------------------- | ---------------- | ---------- | --------------- | -------- | ---- |
| 1        | 1        | Michael Schumacher    | Ferrari          | 55         | 1h47:34,801     | 1        | 10   |
| 2        | 2        | Rubens Barrichello    | Ferrari          | 55         | + 23,660        | 2        | 6    |
| 3        | 4        | David Coulthard       | McLaren-Mercedes | 55         | + 28,555        | 8        | 4    |
| 4        | 11       | Heinz-Harald Frentzen | Jordan-Honda     | 55         | + 46,543        | 9        | 3    |
| 5        | 5        | Ralf Schumacher       | Williams-BMW     | 55         | + 48,233        | 3        | 2    |
| 6        | 3        | Mika Häkkinen         | McLaren-Mercedes | 55         | + 48,606        | 4        | 1    |
| 7        | 14       | Jos Verstappen        | Arrows-Asiatech  | 55         | + 1:21,560      | 18       |      |
| 8        | 12       | Jarno Trulli          | Jordan-Honda     | 54         | + 1 kör         | 5        |      |
| 9        | 22       | Jean Alesi            | Prost-Acer       | 54         | + 1 kör         | 13       |      |
| 10       | 19       | Luciano Burti         | Jaguar-Cosworth  | 54         | + 1 kör         | 15       |      |
| 11       | 8        | Jenson Button         | Benetton-Renault | 53         | + 1 kör         | 17       |      |
| 12       | 23       | Gaston Mazzacane      | Prost-Acer       | 53         | + 2 kör         | 19       |      |
| 13       | 21       | Fernando Alonso       | Minardi-European | 52         | + 3 kör         | 21       |      |
| 14       | 20       | Tarso Marques         | Minardi-European | 51         | + 4 kör         | 20       |      |
| Ki       | 7        | Giancarlo Fisichella  | Benetton-Renault | 31         | Üzemanyagnyomás | 16       |      |
| Ki       | 10       | Jacques Villeneuve    | BAR-Honda        | 3          | Kicsúszás       | 7        |      |
| Ki       | 16       | Nick Heidfeld         | Sauber-Petronas  | 3          | Kicsúszás       | 11       |      |
| Ki       | 15       | Enrique Bernoldi      | Arrows-Asiatech  | 3          | Kicsúszás       | 22       |      |
| Ki       | 6        | Juan Pablo Montoya    | Williams-BMW     | 3          | Kicsúszás       | 6        |      |
| Ki       | 18       | Eddie Irvine          | Jaguar-Cosworth  | 3          | Vízszivárgás    | 12       |      |
| Ki       | 9        | Olivier Panis         | BAR-Honda        | 1          | Olajszivárgás   | 10       |      |
| Ki       | 17       | Kimi Räikkönen        | Sauber-Petronas  | 0          | Kardántengely   | 14       |      |

## A világbajnokság élmezőnyének állása a verseny után
| H  | Versenyzők            | Pont | H  | Konstruktőrök    | Pont |
| -- | --------------------- | ---- | -- | ---------------- | ---- |
| 1. | Michael Schumacher    | 20   | 1. | Ferrari          | 30   |
| 2. | David Coulthard       | 10   | 2. | McLaren-Mercedes | 11   |
| 3. | Rubens Barrichello    | 10   | 3. | Jordan-Honda     | 5    |
| 4. | Heinz-Harald Frentzen | 5    | 4. | Sauber-Petronas  | 4    |
| 5. | Nick Heidfeld         | 3    | 5. | Williams-BMW     | 2    |

## Statisztikák
Vezető helyen:
- Michael Schumacher: 42 (1-2 / 16-55)
- Jarno Trulli: 1 (3)
- David Coulthard: 12 (4-15)

Michael Schumacher 45. győzelme, 34. pole-pozíciója, Mika Häkkinen 23. leggyorsabb köre.
- Ferrari 137. győzelme.